# Л-300
Л-300 — первый советский крупносерийный мотоцикл. Выпускался серийно с сентября 1930 по 1939 год в Ленинграде сначала на заводе «Промет» треста ТРЕМАСС (до 1933), затем на заводе Красный Октябрь (с 1933). Всего было выпущено 18985 экземпляров.

## История создания и производства

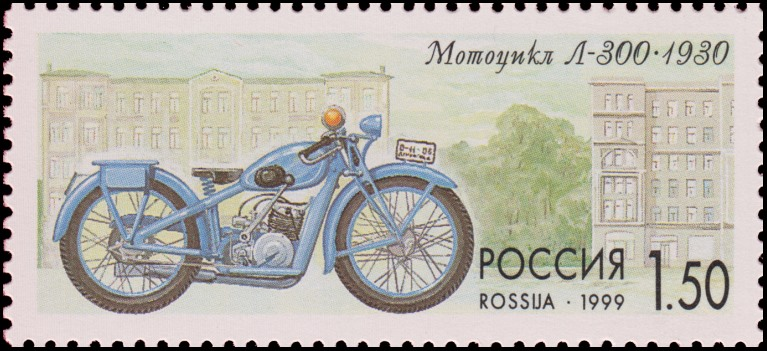
Мотоцикл Л-300 (1930).

Мотоцикл был спроектирован в Ленинграде группой инженеров под руководством П. В. Можарова. За образец был взят немецкий мотоцикл DKW Luxus 300. Первые 25 экземпляров были выпущены на заводе «Промет», входящем в трест «ТРЕМАСС» в сентябре 1930 года. В 1931 году три мотоцикла Тремасс-300 приняли участие в испытательном пробеге Ленинград — Новгород — Вышний Волочёк — Ярославль — Нижний Новгород — Арзамас — Пенза — Саратов — Сталинград — Харьков — Воронеж — Тула — Москва протяжённостью 4631 км, из которых 3088 км пришлось на бездорожье. Производство развивалось медленно, до 1933 года на ТРЕМАССе было выпущено 663 мотоцикла. В 1933 году производство перенесли на ленинградский завод Красный Октябрь, объёмы производства возросли. Мотоцикл продавался населению, но большая часть мотоциклов шла в войска. Также мотоцикл был популярен в довоенном мотоспорте, причём по качеству сильно превосходил своего ижевского «конкурента» ИЖ-7.                                                                                                                                                                                                                                  

## Конструкция
В качестве прототипа был выбран DKW Luxus 300. Конструкция классическая для тех лет. Штампованная рама на болтах, передняя подвеска пружинная, заднее колесо не подрессорено. Двигатель двухтактный, одноцилиндровый, объёмом 293 кубических сантиметра. Моторная и задняя передачи цепные. Коробка передач трёхступенчатая, передачи переключались вручную рычагом.
Наиболее слабой частью была система электрооборудования. В маховичном магдино одна катушка обслуживала зажигание, а две другие соединялись с небольшой фарой. Ни заднего фонаря, ни электрического сигнала на мотоцикле не было. Применение такой упрощенной схемы позволяло получить довольно яркий свет при движении на первой передаче, однако на больших оборотах лампочка фары нередко перегорала. При переходе на высшие передачи сила света заметно уменьшалась, что, разумеется, было весьма неудобно.